# Germán Toro Pérez
Germán Toro Pérez (* 1964 in Bogotá) ist ein kolumbianischer Komponist und Musikpädagoge.

## Leben
Toro Pérez hatte von 1974 bis 1978 Gitarrenunterricht bei Carlos Ramirez. An der Universidad de los Andes studierte er von 1981 bis 1984 Elektrotechnik und von 1982 bis 1985 Musiktheorie. Daneben nahm er privaten Unterricht in den Fächern Komposition bei Zuleta Luis Torres und Klavier bei Sergio Mesa. Ab 1986 studierte er an der Universität für Musik und darstellende Kunst Wien Komposition bei Erich Urbanner und Karl Heinz Füssl (bis 1992) und elektroakustische Musik und von 1990 bis 1992 Dirigieren bei Karl Österreicher. Privaten Klavierunterricht nahm er bei Alejandro Geberovich. Am IRCAM nahm er 1999 an einem Workshop für Computermusik teil. Ergänzend nahm er Dirigierunterricht bei Dominique Rouits und Peter Eötvös und Unterricht in Elektroakustik bei Tamas Ungvary.
Von 1999 bis 2006 unterrichtete Toro Pérez an der Universität für Musik und darstellende Kunst und leitete dort ab 2002 den Lehrgang für Computermusik und elektronische Medien. Seit 2007 ist er Professor für elektroakustische Komposition an der Zürcher Hochschule der Künste und Leiter des Institute for Computer Music and Sound Technology (ICST). 2012 unterrichtete er Komposition bei den Darmstädter Ferienkursen. Unter anderem studierten Matthias Kranebitter, Daniel Lercher und Gerald Resch bei ihm. Mit Johannes Kretz, Jorge Sánchez-Chiong, Bernd Hannes Sollfelner und Christian Minkowitsch gründete er 1996 das NewTon Ensemble, dessen stellvertretender künstlerischer Leiter er ist.
Das Werk Toro Pérez umfasst Kompositionen für Orchester, Instrumentalensemble, Kammermusik mit und ohne Elektronik, elektroakustische Musik, Klangkunst und multimediale Arbeiten mit grafischem Design, Video- und bildender Kunst. Seine Komposition wurden u. a. in Europa, Korea, Nord- und Südamerika und bei den Festivals Wien Modern, Klangspuren Schwaz, Synthèse Bourges, Sonorities Belfast und den ISCM World Music Days in Stuttgart aufgeführt. 2017 wurde sein Musiktheaterstück Reise nach Comala uraufgeführt.